# شيتو لويزاجا
شيتو لويزاجا (بالتاغالوغية: Chito Loyzaga) مواليد 29 أغسطس 1958 في مانيلا، هو لاعب كرة سلة فلبيني معتزل. بدأ مسيرته الاحترافية في سنة 1981. يبلغ طوله 6 قدم 2 بوصة (1.9 م). مثّل منتخب بلاده. حقق المركز الثاني في دورة الألعاب الآسيوية 1990. اعتزل اللعب في 1993.

## الميداليات
| الميدالية | المسابقة                   |
| --------- | -------------------------- |
| فضية      | دورة الألعاب الآسيوية 1990 |